# بوتاي
بوتاي ((بالقازاقية: Ботай)‏) قرية تقع في مقاطعة آيرتاوي، أوبليس كازاخستان الشمالي، كازاخستان. Its KATO code is 593246200.
سمي على اسم القرية موقع بوتاي الأثري الباقي من آثار حضارة بوتاي، التي تعود إلى فترة العصر النحاسي حوالي 3500 سنة قبل الميلاد، وقد وجدت بعض الأدلة المبكرة فيها على استئناس الخيول.